# Köpenicker Straße
La Köpenicker Straße, également et couramment appelée Köpi, est une rue portant le nom du quartier de Köpenick, situé dans les quartiers de Mitte et Kreuzberg, à Berlin, en Allemagne.

## Situation et tracé
La Köpenicker Straße est longue d'environ deux kilomètres et s'étend presque parallèlement à la Sprée, non loin de sa rive gauche sud. L'extrémité nord-ouest de la rue commence comme prolongement de la Inselstraße à la Neue Jakobstraße ou à la Schulze-Delitzsch-Platz dans le quartier de Luisenstadt dans l'arrondissement de Mitte. Après environ 180 mètres, elle forme un croisement avec la Heinrich-Heine-Straße qui la rejoint depuis le sud-ouest et qui se prolonge au nord-est de la Köpenicker Straße par la Brückenstraße. La sortie nord de la station de métro Heinrich-Heine-Straße se trouve dans un immeuble d'angle de la Köpenicker Straße (n° 79) et est classée monument historique. 800 mètres environ plus loin, au sud-est, la Bethaniendamm croise la Köpenicker Straße. C'est ici que se trouve la frontière entre les arrondissements de Mitte et de Friedrichshain-Kreuzberg. Au sud-est de ce croisement, la Köpenicker Straße passe sur le territoire du quartier de Kreuzberg.

## Monuments historiques
Le long de la Köpenicker Straße se trouvent plusieurs monuments historiques inscrits sur la liste des monuments de Berlin. Ils sont présentés ci-dessous dans l'ordre des numéros de maison.
- Numéros de maison 7-10 et 183/184, ensemble Köpenicker Straße : immeubles locatifs, usine et cour industrielle[2] ;
- nos 16/17, monument historique Boulangerie de la Garde du Corps (1890)[3], à l'époque nazie Heeresproviantamt[4] ;
- no 20, ancienne usine Velvet (1852, 1868, 1883)[5] ;
- Numéros de maison 22, Viktoria-Speicher I[6] ;
- Numéros de maison 40/41, Eisfabrik de Norddeutsche Eiswerke A. G.
- no 79, station de métro Heinrich-Heine-Straße ;
- Numéros d'immeuble 93/94 Immeubles d'habitation[7] ;
- no 95, ancienne banque de Luisenstadt (1899)[8] ;
- Numéro de maison 122, partie de l'ancien bureau de poste 16 ainsi que le bâtiment du magasin et de l'atelier (1895)[9] ;
- no 125, ancienne caserne de pompiers de Luisenstadt (1866)[10] utilisée par le centre de recherche en sciences sociales et d'autres petites entreprises ;
- no 126, Viktoriahöfe (1910)[11] ;
- Numéros de maison 146/147, Industriehof (1882)[12] ;
- Numéros de maison 152/153, maisons d'habitation[13] ;
- Numéros d'immeuble 174, cage d'escalier[14] ;
- Numéros d'immeuble 190-193, maison de retraite[15] ;
- no 194, maison d'habitation[16].